# Sonntagsstandl

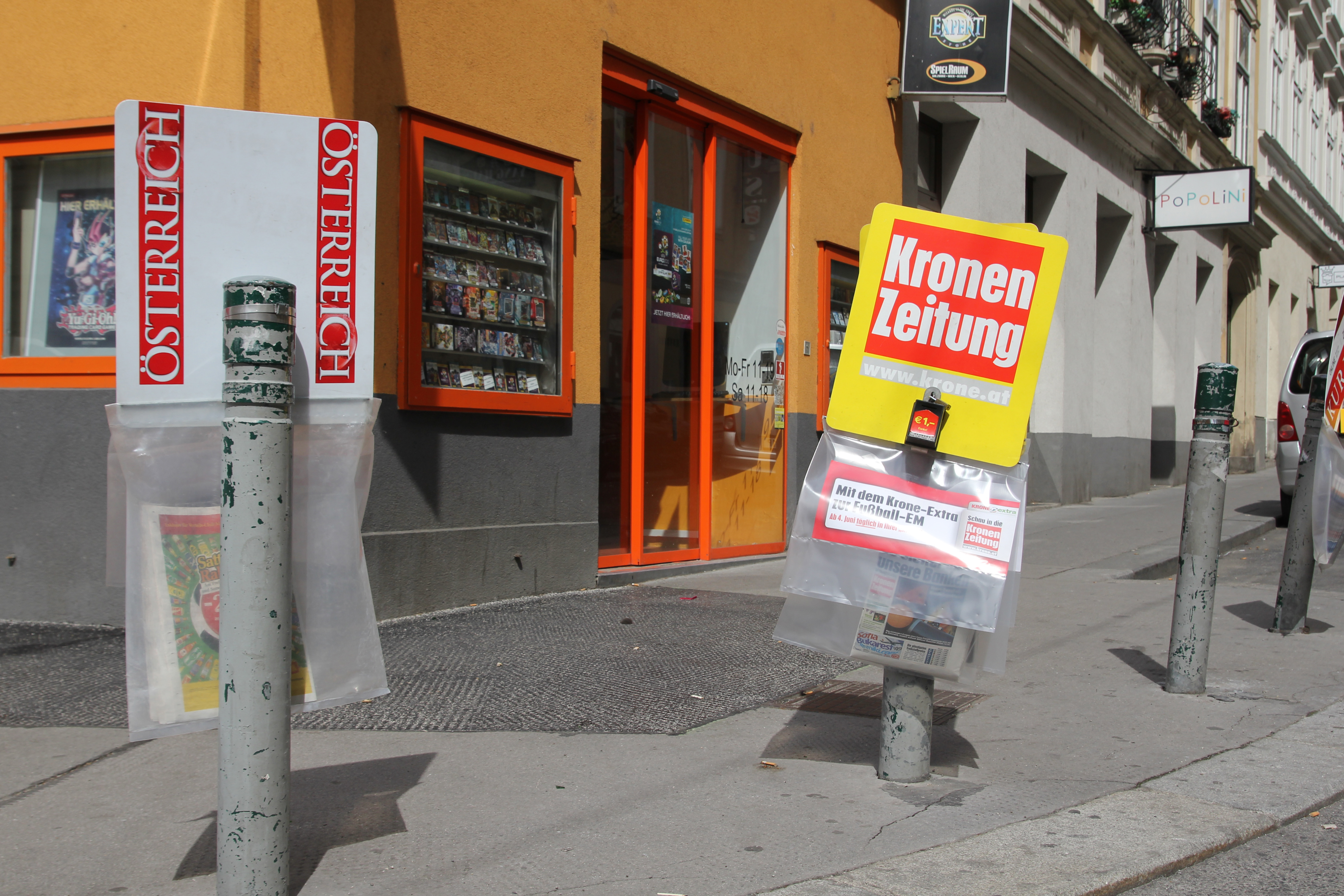
Sonntagsstandln von Kronen Zeitung und Österreich in Wien

Ein Sonntagsstandl, auch Zeitungstasche oder Stummer Verkäufer genannt, ist ein Entnahmebeutel für Zeitungen in Österreich. Er kommt meist an Sonn- und Feiertagen zum Einsatz, also an jenen Tagen, an denen herkömmliche Verkaufsstellen, wie etwa Trafiken bzw. Kioske üblicherweise geschlossen haben.

## Funktionsweise
Durch den Einwurf von Münzen in einen Schlitz kann die Zeitung bezahlt werden und darf anschließend aus dem unverschlossenen Beutel entnommen werden. Sonntagsstandln findet man unter anderem an Laternenmasten, Verkehrsschildern oder Brückengeländern. Besondere Verbreitung findet diese Art des Zeitungsverkaufs in Österreich, da Zeitungsautomaten dort keine Verwendung finden.

## Geschichte
Erstmals sollen die Sonntagsstandln von Kurt Falk von der österreichischen Kronen Zeitung angewendet worden sein.
Als 1962 die Trafikanten beschlossen, sonntags nicht mehr zu öffnen, musste eine Alternative gefunden werden. Anfangs wurde die Idee von vielen Konkurrenten belächelt. Doch als sie sich als äußerst erfolgreich erwies, wurde sie international nachgeahmt. Trotz Diebstählen war für die Kronen Zeitung das Sonntagsstandl ein Gewinn. Viele Leser kauften sich in Folge auch wochentags ein Exemplar.

## Heutige Situation
Das Sonntagsstandl ist in Österreich heute die erfolgreichste Verkaufsform für Zeitungen, egal ob auf dem Land oder in der Stadt. Erklärbar ist dies dadurch, dass sich die Beutel fast flächendeckend in ganz Österreich, oft nur wenige hundert Meter vom Eigenheim entfernt befinden. Benutzt werden sie von den verschiedensten Zeitungen, unter anderem von der Kronen Zeitung, dem Kurier, dem Standard, Österreich, der Presse und der Kleinen Zeitung.
Da die Zeitungen im Beutel unversperrt sind, kommt es sehr häufig zu Diebstählen. Nicht selten befindet sich in der Geld-Box keine einzige Münze, obwohl der Beutel leer ist. Durch vermehrte Werbeanzeigen in den Sonntags-Blättern versuchen einige Zeitungen den Verlust wieder wettzumachen.